# Fotostop

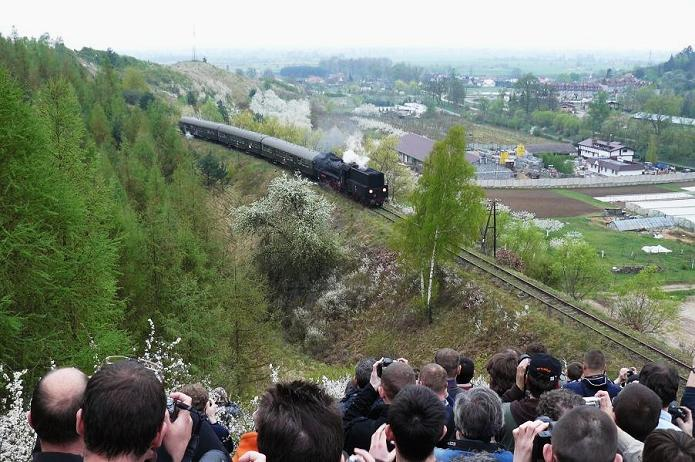
Fotostop z udziałem pociągu specjalnego z parowozem Ol49-59, zorganizowany przez Towarzystwo Przyjaciół Wolsztyńskiej Parowozowni (Gorzów Wielkopolski, 2009)

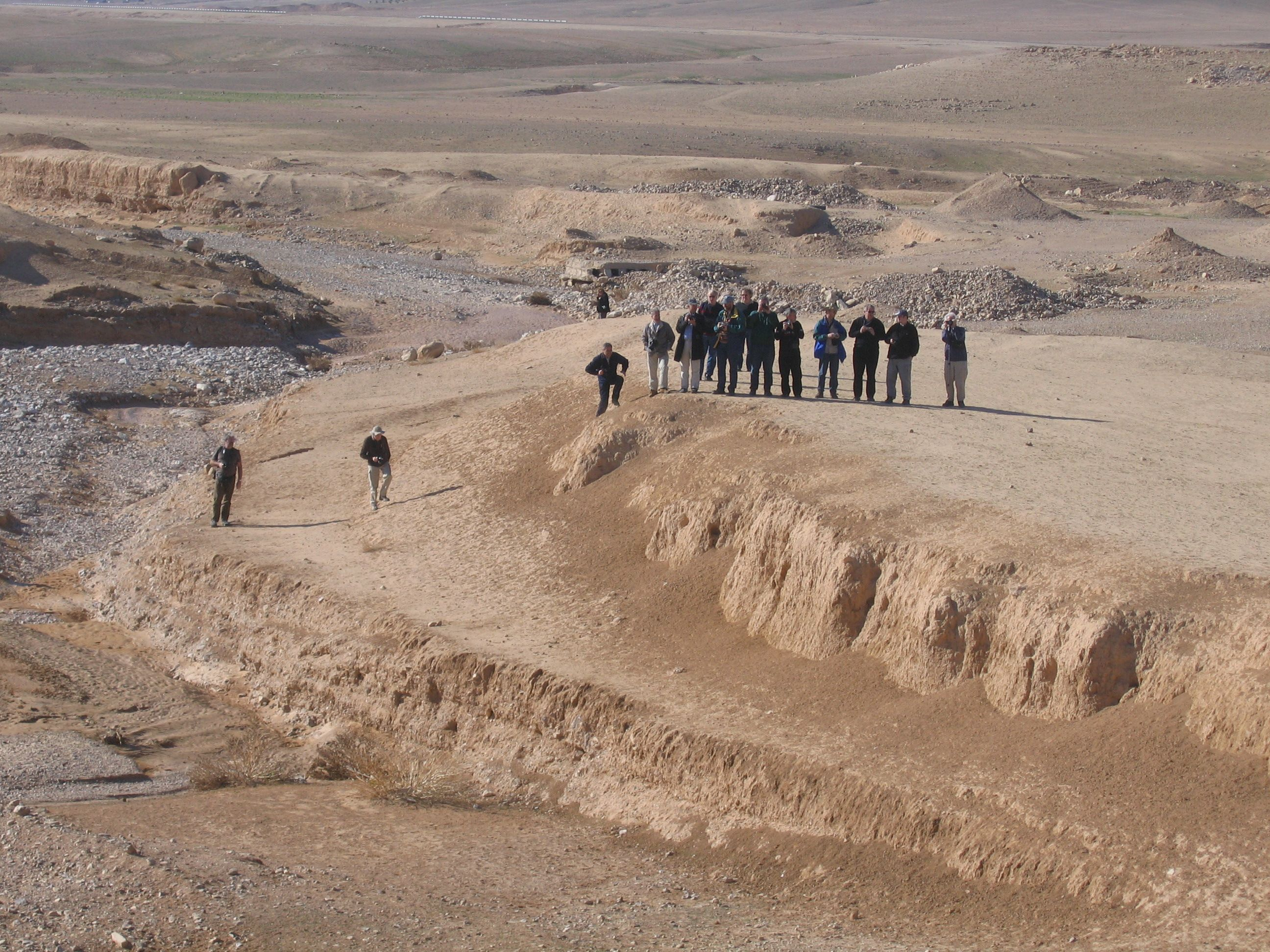
Fotostop – tzw. linia fotostopu

Fotostop – planowe zatrzymanie pociągu specjalnego w celu wykonania przez miłośników kolei zdjęć lub nagrań filmowych tego pociągu, w miejscu atrakcyjnym historycznie lub krajobrazowo. Fotostop może się odbyć zarówno na stacji czy przystanku kolejowym, jak i na szlaku poza nimi. Z reguły fotostopy są planowane i przewidziane w programie przejazdu oraz rozkładach jazdy, może się jednak też zdarzyć spontaniczne (nieplanowane) zarządzenie przez organizatora fotostopu na życzenie uczestników przejazdu.
Fotostop wymaga wyznaczenia tzw. linii fotostopu, z której uczestnicy fotografują pociąg. Ważne jest, aby żaden uczestnik nie znalazł się między tą linią a fotografowanym pejzażem, tak aby nie wejść w kadr pozostałym fotografującym.
Najczęstsze punkty, w których zarządza się fotostopy, to mosty, wiadukty, wyjazdy z tuneli, rozległe skarpy, czy też punkty tworzące kompozycje kulturowe, a zatem zawierające w panoramie wieże kościelne, zamki, czy zabytki techniki (przede wszystkim kolejowej: nastawnie, żurawie, wieże wodne i inne). Fotostop może być statyczny (rzadziej) lub z najazdem (pociąg wysadza uczestników, cofa o kilkaset metrów i wykonuje ponowny najazd, celem zwiększenia realizmu wykonanych fotografii lub nagrań filmowych). Podczas najazdu zarządza się całkowitą ciszę, aby zapewnić wysoką jakość nagrań z kamer.
Chociaż fotostop jest pojęciem wywodzącym się z kolejnictwa, to używa się go również na określenie zatrzymania innych środków transportu niż kolej; fotostopy mogą się więc odbywać również w przypadku przejazdów specjalnych tramwajami, autobusami, trolejbusami i innymi środkami lokomocji.
Z uwagi na pewne zagrożenie dla bezpieczeństwa uczestników podczas tego typu przedsięwzięć, fotostopy z reguły obwarowane są szczegółowymi regulaminami zachowań, mającymi zapewnić bezpieczeństwo, porządek i sprawny przebieg.